# 中田圭
中田 圭（なかた けい、1969年12月9日 - ）は、日本の映画監督。俳優。脚本家。プロデューサー。神奈川県出身。祖父は俳優の中田弘二。伯父は俳優の中田博久。伯母は元女優の新井茂子。漫画家の柴田亜美は祖父の兄の孫である。

## 経歴・人物
祖父が俳優、叔父、叔母も俳優であることから、幼い頃から映画に親しんで育つ。高校生の時に「バイトするか？」と東映宣伝プロデューサーの佐々木嗣郎に誘われ、オーディション後日に東映東京撮影所（大泉撮影所）で青春映画『BE FREE!』のいじめっ子生徒役として映画デビュー。久世浩の殺陣により竹刀で叩かれた。中田は映画との関わりを、「この経験が基盤になったと思います。スゲー勉強になりました」と語っている。
1980年代後半より香港の映画界に入り、ツイ・ハーク、ウォン・カーウァイ、チョウ・ユンファ、レスリー・チャンらをはじめ、多数の映画人と交流し、香港映画を日本のマスコミに紹介。
その他、香港以外の海外の映画人とも広く交流。
監督になる際にそのことをユン・ピョウやチョウ・ユンファに告げると喜ばれた。
2000年に『ワイルドナイト』で監督デビュー。
尊敬、愛している俳優は香港映画ではチョウ・ユンファ、レスリー・チャン、チェリー・チェン。
親友にピーター・チィ。ダニエル・ウー、スティーブン・フォン、サム・リー、テレンス・インなど。
身長は180cmを超える大柄な体格。TwitterやInstagramではお茶目な性格を覗かせる。

## 監督作品
- ワイルドナイト WILD NIGHT（2000年）
- 0&1（2001年）
- LADY DROP レディ・ドロップ（2003年）
- ワル 〜序章〜 “WA-RU”/BAD：The Prequel（2004年）
- シベリア超特急 欲望列車 Ecstasy Express（2005年）
- 剣 TSURGI：THE FUTURE SWORDSMAN（2005年）
- 無比人 MUHITO：The Matchless Man（2005年）
- 隙魔 Evil Apartment（2005年）
- COOL GIRLS クールガールズ（2008年）
- 拳 FIST（2009年）
- 乱暴者の世界 THE INDEX GUN（2010年）
- レディ・ドラゴン 怒りの鉄拳（2012年）
- 非金属の夜 nonmetal night（2013年）
- 中野JK 〜退屈な休日〜 Boring Holiday（2016年）
- 合間にて... between（2019年/2024年公開）
- トリカゴ Bird Cage（2025年公開予定）
- 夜へ... for night（2025年公開予定）
- 銀幕彩日 A Theater with a View（2025年公開予定）

## ドラマ
SCRUM(スクラム) エピソード0（2024年/配信中)　監督

## 脚本
- 実録・九州やくざ抗争 誠への道（2002年）
- 実録・九州やくざ抗争 誠への道 完結編（2002年）
- 白恋抄 びゃくれんしょう 夜叉ヶ池奇傳（2002年） ※舞台
- The Goth-chic（2003年） ※舞台
- 異傳・義血侠血（2004年） ※舞台
- 龍神 LEGENDARY DRAGON（2004年）
- めいど in あきはばら（2005年）
- 非金属の夜 nonmetal night（2013年）

## プロデューサー
- JAZZ GODFATHER (2023年)　※ドキュメンタリー映画　監督：高橋俊次
- Diamond Shake (2025年公開予定)　※ドキュメンタリー映画　監督：小鶴乃哩子
- しあわせのいえ (2025年公開予定)　監督：高橋俊次

## 演出
- シベリア超特急4（舞台版） (2003年)　※演出補

## アクション指導
- シベリア超特急00・7（舞台版）（2003年）

## 出演映画
- 悪魔の毒々モンスター 東京へ行く（1988年）【米】
- オールナイトロング2（1994年）
- トラブルシューター（1995年）
- ホーボーズ（1997年）
- 殺し屋&嘘つき娘（1997年） - モーテルの店主
- ホーク/B計画（1998年）【香】
- スイートムーンライト（1999年）【香】
- 新宿やくざ狂犬伝（1999年）
- 4468（1999年） - 主演
- 実録広島やくざ戦争（2000年）
- 実録広島やくざ戦争 完結編（2000年）
- 喧嘩の極意 突破者番外地（2001年）
- 修羅の群れ（2002年）
- 極楽同盟 MONEY GANG（2002年）
- 大脱獄（2002年）
- シベリア超特急2 ウルトラ逆転版（封印版）（2002年）
- 新・空手バカ一代 格闘者（2003年）
- CHARON（カロン）（2004年）
- 龍神 LEGENDARY DRAGON（2004年）
- ポチの告白（2005年）
- めいど in あきはばら（2005年）
- 実録 心霊シリーズ 撮影現場 心霊ファイル〜劇映画「隙魔 すきま」の撮影現場より〜（2005年）
- シベリア超特急5 1/2　外交官 西村貞二(舞台版)（2005年）
- シベリア超特急 忠臣蔵（舞台版）（2005年）
- GOTH リストカット事件（2008年）
- 新宿インシデント（2008年）【香】
- 黒い殺意（2013年）【香】
- イン・ザ・ヒーロー（2014年）- カメオ出演
- 世界は今日から君のもの（2017年）
- ニワトリ★スター（2018年）

## MV・メイキング・予告編
- ダイアモンド☆ユカイ - MV（“for Billy the kid” “Funky celebration” “Long distance call”）監督
- ポチの告白（2006年） - メイキング監督
- 私立探偵マイク晴郎 俺にまかせろ! - パイロット版監督
- シベリア超特急3、4、5、6 - 特報＆予告篇監督
- Diamond Shake(ダイアモンド シェイク)- MV（“Dragonfly 風の物語”）監督

## 字幕・翻訳・邦題タイトル
- 楽園の瑕 - 日本語字幕監修・翻訳
- ホーク/B計画 - 日本語字幕翻訳
- 0061 北京より愛を込めて!? 國產凌凌漆（1994年） - 邦題タイトル[16]など多数

## DJ・司会・コーディネーター
- 大阪国際シネマドリーム'98 いずみさの映画祭（1998年） 司会
- Yokohama Fantasia (FMヨコハマ） パーソナリティ
- 新・映画と歩く 香港編（WOWOW） 出演兼コーディネーター
- ブロードバンドTV『電影楽園 CINEMALANDS』（@LIVING） 司会

その他ワークショップなど

## 著書・寄稿
- 『香港電影最後烈火／香港ニューシネマのすべて』（シネマハウス）
- 『香港映画の貴公子たち』1、2、3（芳賀書店）
- 『デラックスシネアルバム ジョイ・ウォン』（芳賀書店）
- 『アジアのミューズたち』（芳賀書店）
- 『キネマ旬報臨時増刊 亜細亜的電影世界』（キネマ旬報社）
- 『キネマ旬報臨時増刊 中華電影人物・作品データブック』（キネマ旬報社）
- 『キネマ旬報臨時増刊 中華電影物知り帳』（キネマ旬報社）
- 『キネマ旬報臨時増刊 中華電影完全ブック』（キネマ旬報社）
- 『キネマ旬報臨時増刊 戦争映画大作戦』（キネマ旬報社）
- 『チャイニーズ・ムービースターズ』（シネマハウス）
- 『大映特撮映画のすべて』（近代映画社）
- 『東宝配給作品 特撮映画大全集』（近代映画社）
- 『香港版裸のアイドル女優たち＆エロティックムービーズ』（近代映画社）

他、映画パンフレット、DVD、ビデオ解説、映画雑誌など